# Los jóvenes mueren antes de tiempo
Los jóvenes mueren antes de tiempo es el cuarto álbum del músico gallego Xoel López publicado bajo el pseudónimo de Deluxe.
Fue el último del artista publicado por la discográfica independiente Mushroom Pillow. Se lanzó al mercado en marzo de 2005 y fue el primer álbum de Deluxe en el que el español se convertía en el idioma principal del mismo.
La producción corrió a cargo del propio Xoel López y fue grabado en los estudios Sonoland de Madrid contando con la colaboración de Carlos Hernández para las mezclas. El diseño de la portada fue obra de Marc Argenter.

## Lista de canciones
1. Cientos de mentiras - 3:06
2. Los jóvenes mueren antes de tiempo - 3:27
3. Lo que tú querías ver - 3:37
4. El antihéroe - 4:01
5. Tanto rollo con el infierno - 2:50
6. No quiero verme - 2:50
7. Mira - 2:42
8. Extraña habitación - 4:03
9. Assela y jon - 2:57
10. Árboles de metal - 3:15
11. La hija del rey - 3:00
12. Nos gusta hacernos daño - 4:00
13. Quemaremos el dinero - 4:30